# 町田市立堺中学校
町田市立堺中学校（まちだしりつ さかいちゅうがっこう）は、東京都町田市相原町にある公立中学校。

## 概要
校章は「野菊」を図案化したものであり、中心の「堺中」は、旧校章を残した卒業生とのつながりを表したものである。また二枚の葉は小山と相原を意味し、中の花びらは四囲への発展と内の団結を表したものである。
- 障がい学級：知的「さくら学級」
- 校歌
  - 制定：1950年（昭和25年）
  - 作詞・作曲：制定当時の学校職員

## 沿革
- 1947年4月1日 - 南多摩郡堺村立堺中学校設立
- 1953年1月11日 - 小山分校が開校
- 1958年2月1日 - 町田市制施行により東京都町田市立堺中学校と校名を変更
- 1959年7月31日 - 校章及び校旗制定
- 1961年9月30日 - 小山分校を廃校し、以後は小山分教場と呼称
- 1969年12月19日 - 体育館完成

## 委員会
- 学級委員会
- 生活委員会
- 美化委員会
- 報道委員会
- 図書委員会
- 保健委員会
- 体育委員会
- 合唱コンクール実行委員会

## 部活動
- 野球部
- 剣道部
- 男・女バスケットボール部
  - 1996年 - 女子部が全国中学校バスケットボール大会にて優勝。
- 陸上競技部
  - 2024年-女子走り高跳びにて全日本中学校陸上競技選手権大会(福井県)に出場。
  - 2025年-男子400m.男子110mハードル.女子100mハードルにて全日本中学校陸上選手権大会（沖縄県）に出場。
- サッカー部
- バレー部
- ソフトテニス部
- 吹奏楽
- 合唱部
  - 1991年 - 第44回全日本合唱コンクール全国大会にて優勝。
- 日本文化部
- 美術部
- 将棋部
- 自然科学部
- レクリエーション部